# Object Management Group
Object Management Group (OMG) är en standardiseringsorganisation som har som mål att utveckla och främja objektorienterad paradigm. De viktigaste standarder som OMG definierat är CORBA och UML.